# Rosalinde (Film)
Rosalinde (Originaltitel: Rosaline) ist eine US-amerikanische Liebeskomödie aus dem Jahr 2022 von Karen Maine. Der Film basiert auf dem 2012 erschienenen Roman Zerbrechliches Herz von Rebecca Serle, der wiederum von William Shakespeares Romeo und Julia inspiriert wurde. Die titelgebende Figur wurde von Kaitlyn Dever übernommen. Weitere Hauptdarsteller waren Isabela Merced als Julia Capulet, Kyle Allen als Romeo Montague und Sean Teale als Dario Penza.
Der Film wurde am 14. Oktober 2022 auf Hulu veröffentlicht. In Deutschland erschien er am selben Tag auf Disney+.

## Handlung
Rosalinde Capulet ist total verliebt in Romeo. Sie ist sich sicher, dass die beiden füreinander bestimmt sind und träumt von einem Kuss von ihm. Dies geschieht auch und für Rosalinde läuft es perfekt bis ihre Cousine Julia wieder in die Stadt zieht und das Herz von Romeo gewinnt. Romeo trennt sich daraufhin von Rosalinde. Diese versucht alles, um Romeo und Julia auseinanderzubringen. Ihre Versuche scheitern jedoch immer wieder.
Ihr gelingt es jedoch, dass Lord und Lady Capulet Julia mit Tybalt vermählen möchte. Als Rosalinde eines Tages einen Brief findet, in dem Romeo und Julia ihre Flucht planen, erkennt sie, dass sie Romeo nie wirklich geliebt hat. Zusammen mit Dario Penza, einem Verehrer, versucht sie, die Hochzeit zu verhindern, scheitert jedoch. Rosalinde erfährt von Julias Selbstmordplänen und informiert Romeo. Rosalinde und Dario gelingt es, die Pläne zu vereiteln, und Romeo und Julia können fliehen. Rosalinde und Dario werden ein Paar.

## Hintergrund
Im Mai 2021 wurde bekannt gegeben, dass 20th Century Studios den Film übernommen hatte, nachdem die Entwicklung zunächst bei MGM begonnen hatte. Es wurde außerdem bekannt gegeben, dass Karen Maine mit der Regie des Films beauftragt wurde, der auf einem Drehbuch von Scott Neustadter und Michael H. Weber basiert. Grundlage des Filmes ist der Jugendroman Zerbrechliches Herz von Rebecca Serle. Im selben Monat wurde die Hauptrolle mit Kaitlyn Dever besetzt. Die restlichen Darsteller wurden zwischen Juni und August 2021 verpflichtet.
Gedreht wurde im September 2021 hauptsächlich in Italien. Drehorte waren San Gimignano, am Lago Tavolese, im Naturschutzgebiet von Castelvecchio und an der Duomo Collegiata di Santa Maria Assunta.
Der Trailer zum Film erschien am 22. September 2022. Die Premiere erfolgte am 6. Oktober 2022 im El Capitan Theatre in Hollywood.

## Synchronisation
Die deutschsprachige Synchronisation entstand unter dem Dialogbuch von Petra Rochau und der Dialogregie von Sarah Méndez García durch die EuroSync GmbH in Berlin.
| Schauspieler         | Rollenname     | Synchronsprecher    |
| -------------------- | -------------- | ------------------- |
| Kaitlyn Dever        | Rosalinde      | Jodie Blank         |
| Isabela Merced       | Julia          | Friedel Morgenstern |
| Kyle Allen           | Romeo          | Konrad Bösherz      |
| Sean Teale           | Dario Penza    | Tim Knauer          |
| Christopher McDonald | Lord Capulet   | Sven Brieger        |
| Minnie Driver        | Amme Janet     | Christin Marquitan  |
| Bradley Whitford     | Adrian Capulet | Michael Pan         |
| Alhaji Fofana        | Benvolio       | Amadeus Strobl      |
| Brice Martinet       | Jouster        | Imme Aldag          |
| Francesca De Cupis   | Julias Amme    | Chiara von Galli    |
| Valentina Carnelutti | Lady Montague  | Daniela Grubert     |
| Nicholas Rowe        | Lord Montague  | F.G.M. Stegers      |
| Henry Hunter Hall    | Mercutio       | Imme Aldag          |
| Alistair Toovey      | Tybalt         | Oliver Bender       |

## Kritik
Das Lexikon des internationalen Films vergibt drei von fünf Sternen und urteilt, dass aus der „Tragödie (...) eine mit pointierten Dialogen aufwartende romantische Komödie“ wird.
Auf dem Rezensionsaggregator Rotten Tomatoes hat der Film eine Zustimmungsrate von 74 % basierend auf 78 Rezensionen mit einer durchschnittlichen Bewertung von 6,5/10. Auf Metacritic hat es eine Punktzahl von 61 von 100 basierend auf 17 Kritiken, was auf „allgemein positive Bewertungen“ hinweist.